# 尼尔斯·范德兹万
尼尔斯·范德兹万（荷蘭語：Niels van der Zwan，1967年6月25日—），荷兰男子赛艇运动员。他曾代表荷兰参加1992年、1996年和2000年夏季奥林匹克运动会赛艇比赛，其中1996年奥运会获得一枚金牌。